# Taux de chômage naturel
Le taux de chômage naturel est un concept économique qui correspond au taux de chômage d'équilibre, vers lequel l'économie tend à long terme.

## Concept
Le concept a été créé par Milton Friedman et Edmund Phelps dans les années 1960. 
Selon les hypothèses du modèle, en absence de choc et de cycle économiques, les salaires tendent vers un niveau d'équilibre qui égalise offre et demande sur le marché du travail. Le chômage naturel découle alors, pour un niveau de compétence donné, du refus de travailleurs d'accepter un salaire jugé trop faible (concept de chômage volontaire et de salaire de réserve) et de l'inintérêt pour les firmes de proposer un salaire trop élevé.
Le salaire réel augmente lorsque le taux de chômage est inférieur au chômage naturel. Il diminue à l'inverse.
Plus exactement, Milton Friedman le définit, en 1968, de la façon suivante : 
« The "natural rate of unemployment," in other words, is the level that would be ground out by the Walrasian system of general equilibrium equations, provided there is imbedded in them the actual structural characteristics of the labor and commodity markets, including market imperfections, stochastic variability in demands and supplies, the cost of gathering information about job vacancies and labor availabilities, the costs of mobility, and so on. »
— Milton Friedman, « The Role of Monetary Policy », American economic review, volume LVIII, n°1, p.8

« Le « taux de chômage naturel » est, dit autrement, le niveau de chômage qui serait obtenu à partir d’un système walrasien d’équilibre général, à condition qu’il contienne les caractéristiques structurelles des marchés des biens et des services, y compris les imperfections de marché, la variation stochastique des offres et des demandes, le coût nécessaire à la collecte d’informations sur les emplois vacants et les personnes à la recherche d’un emploi, les coûts de la mobilité des facteurs de production, etc. »
— « The Role of Monetary Policy », American economic review, volume LVIII, n°1, p.8
Il est issu de la théorie néoclassique.
Le concept diffère sensiblement du NAIRU (taux de chômage n'accélérant pas l’inflation) dans les hypothèses. Alors que le taux de chômage naturel suppose des prix flexibles, le NAIRU se place dans un contexte de compétition imparfaite sur les marchés du travail et des biens et services. De plus, le NAIRU introduit des cibles dans les salaires réel, qui peuvent être différentes du point de vue des firmes ou des travailleurs.

## articles connexes
- Taux de chômage structurel
- Taux de chômage n'accélérant pas l'inflation (NAIRU)